# Danylo Besuhlow
Danylo Besuhlow (ukrainisch Данило Безуглов, englische Transkription: Danylo Besuhlov; * 19. Juni 1988 in Kiew, Ukrainische SSR) ist ein ehemaliger ukrainischer Billardspieler, der in der Billardvariante Russisches Billard antrat.
Er wurde 2010 Weltmeisterschaftsdritter in der Disziplin Freie Pyramide.

## Karriere
Danylo Besuhlow gab Anfang 2005 sein Debüt im Europacup und schied in der Vorrunde aus. Bei seiner zweiten Teilnahme, dem Auftaktturnier 2006, zog er unter anderem durch Siege gegen Jewhen Palamar, Niyazi Xələfov, Ihar Kupawa und den damaligen Weltmeister Juri Paschtschinski ins Achtelfinale ein, in dem er dem Russen Gennadi Sultanow mit 2:5 unterlag. Bei den drei folgenden Europacupturnieren gelangte er zweimal in die Runde der letzten 32. Daneben schied er 2006 bei den Asian Open in der Vorrunde aus und gelangte beim russischen Verteidigungsministerpokal ins Viertelfinale, in dem er gegen Pawel Kusmin verlor.
2007 nahm er zwei weitere Male am Europacup teil, scheiterte jedoch in der Vorrunde. In den beiden folgenden Jahren spielte Besuhlow nur bei wenigen Turnieren mit, unter anderem trat er 2009 erstmals bei der ukrainischen Freie-Pyramide-Meisterschaft an und verpasste den Einzug in die Finalrunde.
Nachdem er Anfang 2010 bei der nationalen Meisterschaft in der Kombinierten Pyramide die Runde der letzten 32 erreicht hatte, kehrte Besuhlow auf den Europacup zurück und gelangte beim Turnier in Chișinău ins Viertelfinale, in dem er dem späteren Turniersieger Vijay Drangoy mit 1:6 unterlag. Wenig später gewann er mit dem Erreichen des Halbfinals in Charkiw seine erste Medaille im ukrainischen Pokal und erreichte das Finale der Dscherela Open, in dem er gegen Serhij Petrasch mit 1:3 verlor. Bei der ukrainischen Freie-Pyramide-Meisterschaft kam er ins Viertelfinale und unterlag Jewhen Palamar (1:5). Im Oktober 2010 nahm er in Willingen erstmals an der Weltmeisterschaft in der Freien Pyramide teil. Er gewann seine ersten sechs WM-Spiele, wobei er sich unter anderem gegen Janusch Markozinski, Nikita Liwada und Juri Paschtschinski durchsetzte, und zog schließlich ins Halbfinale ein, in dem er sich dem Russen Pawel Kusmin mit 3:6 geschlagen geben musste. Wenig später gelangte er bei der Europameisterschaft ins Achtelfinale unterlag dem Titelverteidiger Oleksandr Palamar. Am Jahresende erreichte er beim Finalturnier des ukrainischen Pokals das Endspiel, das er mit 3:6 gegen Artem Matwijtschuk verlor und beim Europacupfinale kam er ins Viertelfinale.
2011 trat Besuhlow bei drei Weltcupturnieren an und gelangte zweimal in die Runde der letzten 32. Daneben erreichte er unter anderem das Finale des all-ukrainischen Turniers, in dem er Jehor Schukowskyj mit 1:6 unterlag, und wurde gemeinsam mit Wadym Korjahin und Sarjana Prytuljuk ukrainischer Mannschaftsmeister, wohingegen er im Einzel bei der nationalen Meisterschaft in der Dynamischen Pyramide und bei der Freie-Pyramide-EM in der Vorrunde scheiterte. Nachdem er beim ukrainischen Unabhängigkeitspokal in der Runde der letzten 64 ausgeschieden war, gewann er im Oktober durch einen 5:2-Finalsieg gegen Pawlo Radionow die Brend Open. Wenige Tage danach folgte in seiner Heimatstadt Kiew seine zweite und letzte WM-Teilnahme, bei der er unter anderem den ehemaligen Weltmeister Jernar Tschimbajew besiegte, bevor er in der Runde der letzten 32 seinem Landsmann Serhij Zilyk unterlag. Kurz darauf kam er bei den Saguljajew Open ins Endspiel und verlor mit 3:5 gegen Kyrylo Ustytsch. Im Dezember spielte er erstmals beim Kremlin Cup mit und zog unter anderem durch Siege gegen Jernar Tschimbajew und Sergei Tusow ins Achtelfinale ein, in dem er sich dem Weißrussen Illja Kasatschenka mit 2:4 geschlagen geben musste.
Anfang 2012 erreichte Besuhlow im ukrainischen Pokal und bei der Kombinierte-Pyramide-Meisterschaft die Runde der 32. Im März schied er beim Carpaty Betford Cup in der Vorrunde aus. In den folgenden Wochen nahm er noch an einigen regionalen Turnieren teil und beendete schließlich seine Karriere.

## Erfolge
Finalteilnahmen
| Ergebnis | Jahr   | Turnier                       | Finalgegner        | Endstand |
| -------- | ------ | ----------------------------- | ------------------ | -------- |
| Finalist | 2010   | Dscherela Open                | Serhij Petrasch    | 1:3      |
| Finalist | 2010/F | Ukrainischer Pokal (Fr. Pyr.) | Artem Matwijtschuk | 3:6      |
| Finalist | 2011   | All-ukrainisches Turnier      | Jehor Schukowskyj  | 1:6      |
| Sieger   | 2011   | Brend Open                    | Pawlo Radionow     | 5:2      |
| Finalist | 2011   | Saguljajew Open               | Kyrylo Ustytsch    | 3:5      |

Weitere Erfolge (Auswahl)
- Ukrainischer Mannschaftsmeister (Freie Pyramide): 2011

## Teilnahmen an Weltmeisterschaften
| Disziplin            | 2010  | 2011  |
| -------------------- | ----- | ----- |
| Freie Pyramide       | H     | L32   |
| Dynamische Pyramide  | n. a. | n. a. |
| Kombinierte Pyramide | –     | –     |
| Quelle:              |       |       |

| Legende | Legende                               |
| ------- | ------------------------------------- |
| S       | Sieger                                |
| F       | Finalist                              |
| HF / H  | Halbfinalist                          |
| VF / V  | Viertelfinalist                       |
| AF / A  | Achtelfinalist                        |
| LX      | Niederlage in der Runde der letzten X |
| R2      | Niederlage in Runde 2                 |
| R       | Vorrundenaus/Niederlage in Runde 1    |
| –       | nicht teilgenommen                    |
| n. a.   | nicht ausgetragen                     |